# Die Schröders
Die Schröders waren eine deutsche Punkband aus Bad Gandersheim. Mitglieder waren Burger, Hämpy, O-Lee und Sascha.

## Werdegang
Die Schröders wurden 1989 von Burger (Gesang und akustische Gitarre) und Hämpy (Gitarre) in Bad Gandersheim in Niedersachsen gegründet und wurden noch im selben Jahr durch den Bassisten Hachi erweitert. Anfang 1990 komplettierte der Schlagzeuger Mike die Besetzung.
Nachdem sie zu Beginn vor allem durch regionale Auftritte und Veranstaltungen in Clubs und Ähnlichem eine Fangemeinde erspielten, wurde bereits 1989 der „Freunde der Schröders“-Fanclub gegründet. Erste überregionale Aufmerksamkeit wurde ihnen zuteil, als sie 1990 an einer achtteiligen Foto-Lovestory der Jugendzeitschrift Bravo teilnahmen. Durch die ebenfalls 1990 bei EMI veröffentlichte erste Single Candy, welche sich über 15.000 mal verkaufen konnte, wurde ihnen weitere, zumeist allerdings regionale, Medienpräsenz zuteil.
Nach einem Wechsel von EMI zum Indie-Label T.A.O.B. brachten sie 1991 ihr erstes Album Mutter horcht an deiner Tür heraus, welchem die erste Tour durch Deutschland, Österreich und die Schweiz folgte. 1993 kam es zum ersten Wechsel in der Band, der Schlagzeuger Mike, der lieber eine Lehre anfangen wollte, wurde durch Maja ersetzt. Kurze Zeit später musste dann auch der Bassist getauscht werden, da Hachi und Burger sich zerstritten. Für ihn kamen der Bassist Hagen und der Gitarrist Vipo.
In dieser neuen Besetzung wechselten sie abermals ihr Label und veröffentlichten 1995 bei WEA Records das zweite Studioalbum Frisch gepresst. Vor allem in Österreich war das Album samt seiner Single Lass uns schmutzig Liebe machen sehr erfolgreich. Die Single war 25 Wochen lang in den österreichischen Charts, davon eine Woche auf Platz 1, und Album und Single wurden mit Platin ausgezeichnet. Aber auch in Deutschland war das Album erfolgreich, sodass die Band in den nächsten Monaten auch in diversen VIVA-Sendungen auftrat. 1996 kam es zur Veröffentlichung der LP Schwer Scheff, in deren Anschluss Die Schröders in Österreich im Vorprogramm von Bon Jovi und H-Blockx spielten. Mit diesem Album war die Band Teil einer neu entstehenden Generation von Bands im Umfeld des Alternative Rock mit deutschen Texten.
Das vierte Album der Band Gilp kam schon ein Jahr später auf den Markt und wurde ebenfalls von einer Tour begleitet. In der Zeit danach kam es zur Trennung sowohl von WEA Records als auch von Maja und Hagen. Maja wollte sich auf seine DJ-Karriere konzentrieren. Hagen arbeitet jetzt unter anderem als Tourbassist von Oomph!. Der Bassist O-Lee und der Schlagzeuger Sascha besetzten die nun vakanten Stellen. Auf der CD Gilp präsentierte die Band eine neue musikalische Bandbreite, die von Easy Listening bis hin zu elektronischen Elementen reichte. Diese Entwicklung stieß zwar nicht nur auf positives Echo, zeigte aber die Bereitschaft der Band, unterschiedliche musikalische Stilrichtungen auszuloten – wie bereits zuvor beim Übergang vom poppigen Album „Frisch Gepresst“ zum rauen Nachfolger „Schwer Scheff“.
Erst 2001 wurde das nächste Album Das Leben ist kein Ponyhof vorgestellt, welches über EMI Music veröffentlicht wurde und wieder deutlich gitarrenlastiger daherkam als der Vorgänger. Im Jahr 2002 verließ Lead-Gitarrist Vipo die Band aus persönlichen Gründen. Die Schröders traten ab diesem Zeitpunkt zu viert auf.
In den folgenden beiden Jahren arbeitete die Band vor allem daran, unabhängig von der großen Plattenindustrie agieren zu können. Weitere Angebote von Seiten großer Major-Plattenlabels wurden konsequent abgelehnt.
2003 wurde das Best-Of-Album Das Beste veröffentlicht. Im gleichen Jahr lieferten sie die Titelmelodie zur ProSieben-Serie „Was nicht passt, wird passend gemacht“.
Ihr letztes, wieder sehr Punkrock-orientiertes Album Endlich 18 erschien am 22. Februar 2008. Hierzu gab es im April und Mai 2008 eine Tour in über 20 Clubs in Deutschland, Österreich, der Schweiz und Italien sowie Festivalauftritte im Sommer.
Am 17. Februar 2009 kündigte Jens Burger die Auflösung der Schröders an. Man wolle noch einige Festivals und Ende des Jahres eine Abschiedstournee spielen. Ein mögliches Comeback schließt die Band nicht aus.
Am 27. Dezember 2009 beendeten die Schröders ihre Abschiedstournee mit einem vorerst letzten Konzert in der ausverkauften Palaver Hall in ihrem Heimatort Bad Gandersheim. Als Überraschung präsentierten sie sich den Zuschauern noch einmal als Bonanza Boys und traten damit als ihre eigene Vorgruppe auf. Zweite Vorband war eine Formation, die unter anderem aus Schröders-Bassist O-Lee und Mercher „Timmey“ bestand und auch andere Mitglieder des Schröders-Teams auf die Bühne holte. Die Schröders selbst spielten teilweise noch einmal mit ehemaligen Bandmitgliedern.
2014 spielten die Schröders beim Taubertal-Festival und beim Open Flair. Die Schröders spielten am 22. September 2018 beim Rock-Spektakel in Hamburg. Am 2. August 2024 traten die Schröders auf dem Fährmannsfest Hannover auf.

Die Schröders beim Rockspektakel 2018
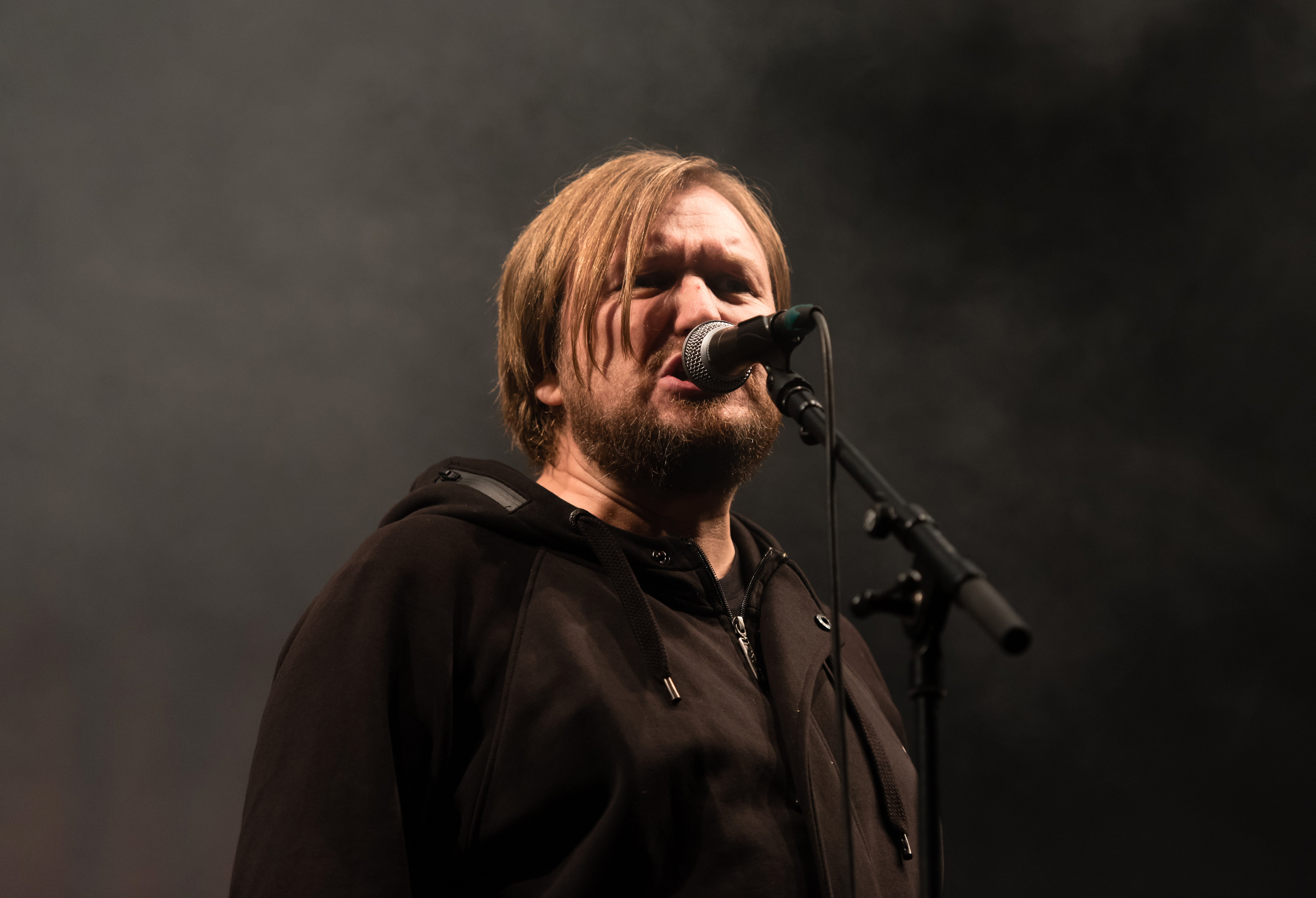
Burger
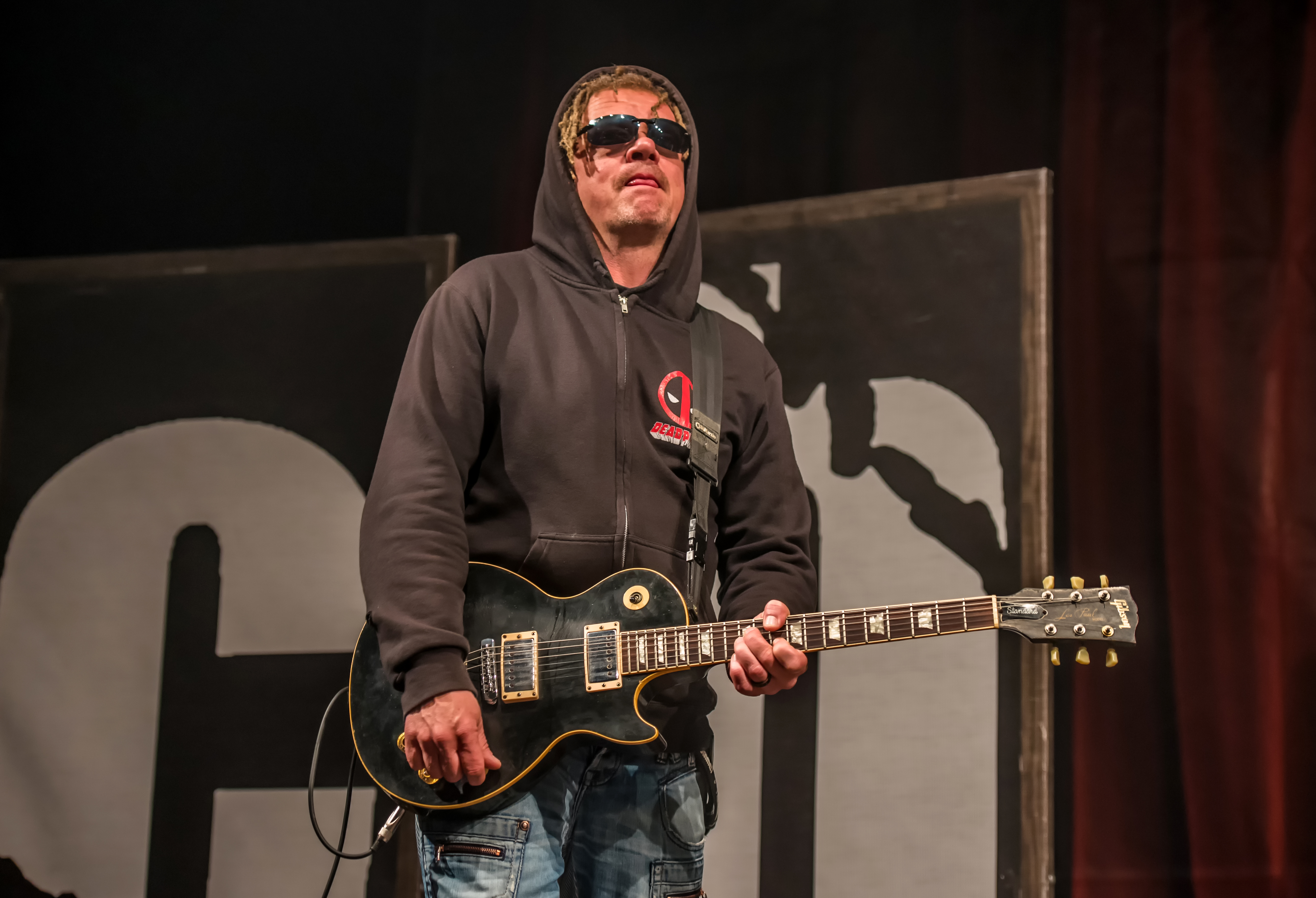
Hämpy
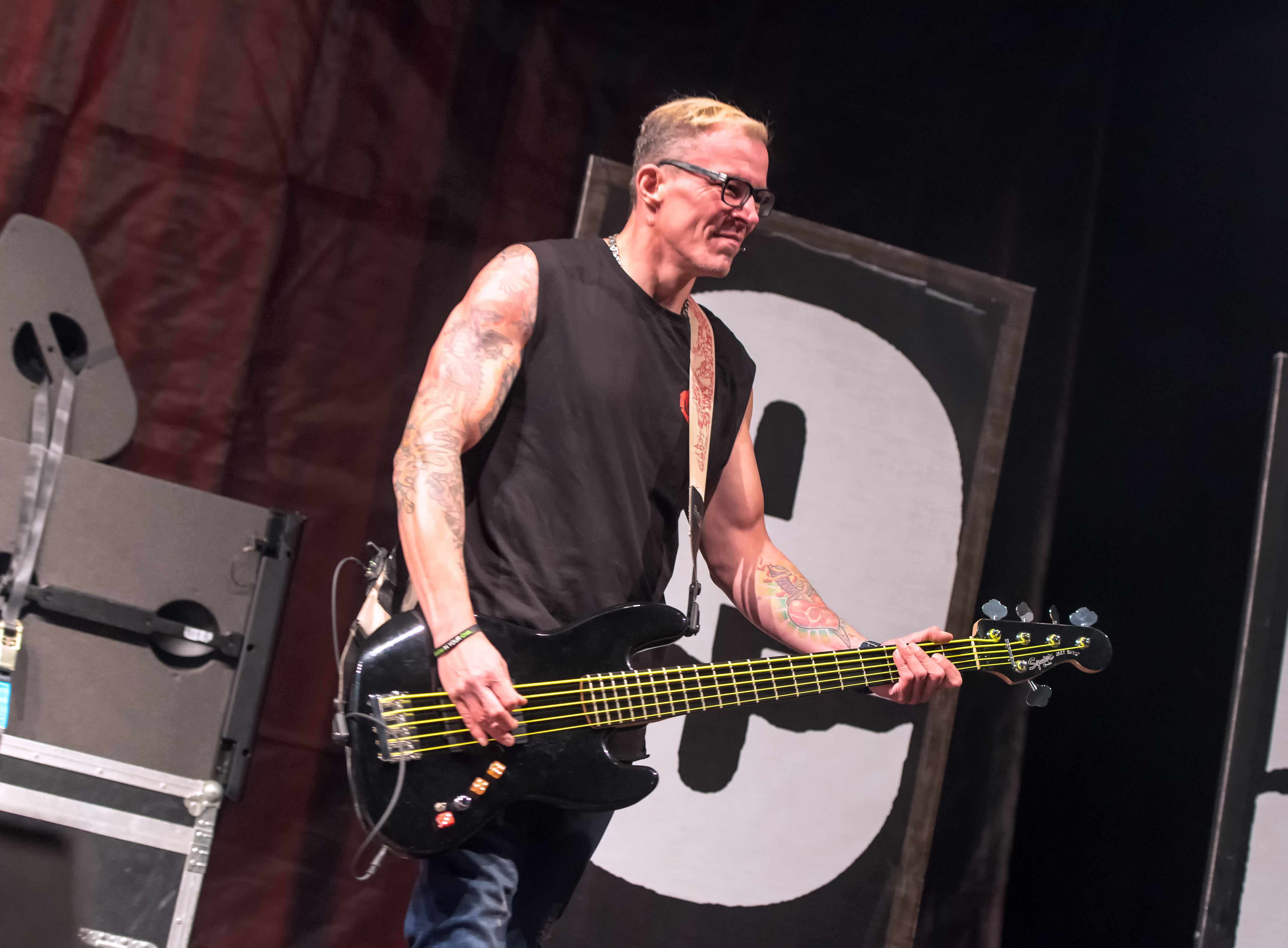
O–Lee
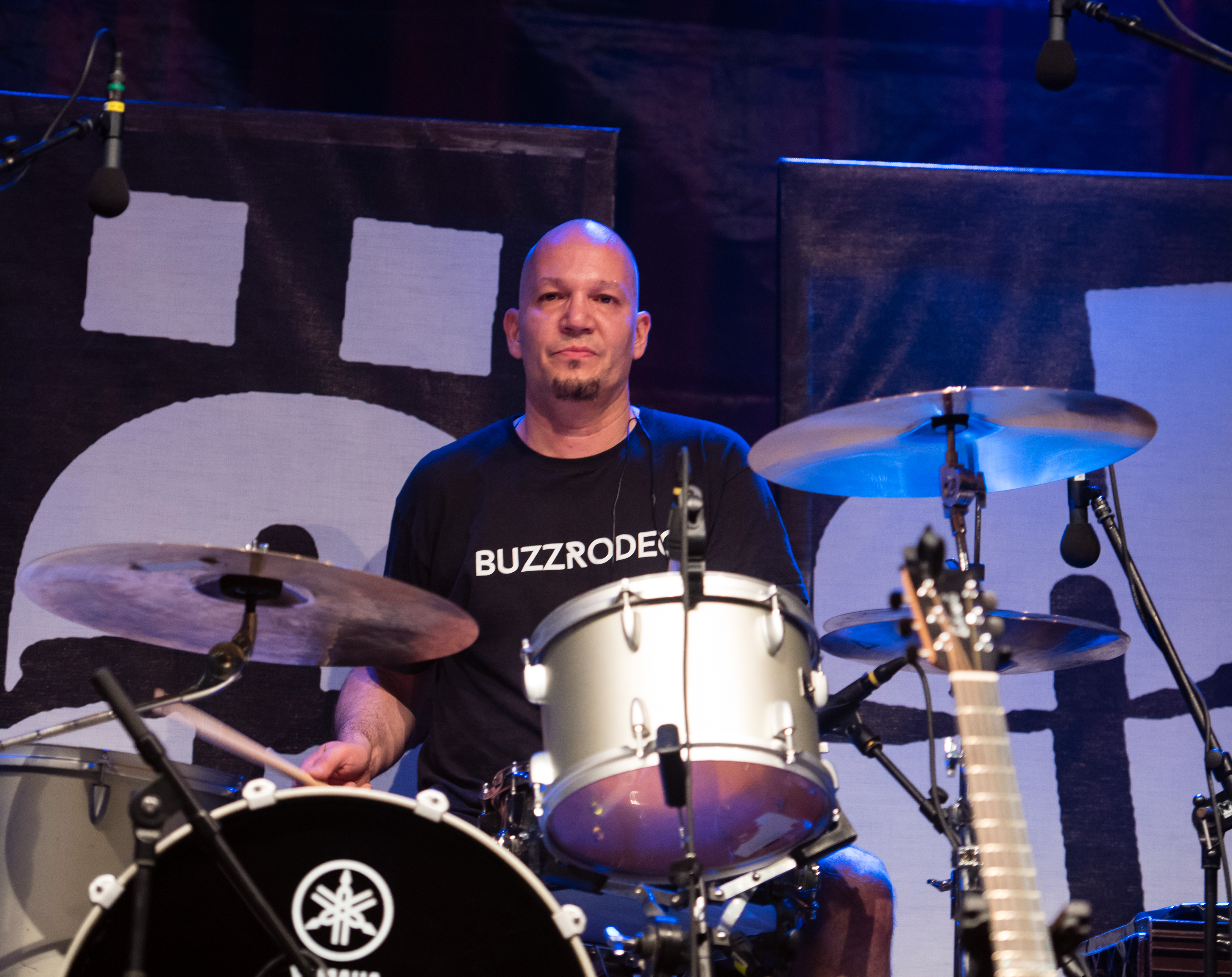
Sascha

## Wissenswertes
- Der Fanclub Freunde der Schröders hat nach Angaben der Band inzwischen über 8000 Mitglieder.
- Zu dem Soundtrack des Films Motown steuerte die Band die beiden Lieder Nur wir 2 sind wichtig und Liebe ist scheiße … bei.
- Burger veröffentlichte mit Frischfleisch 2002 sein erstes Soloalbum.
- Nebenbei ist Burger Mitglied der Liedermacherformation Monsters of Liedermaching.
- Seit 1998 unterstützt die Band den Fußballverein Grün-Weiß Bad Gandersheim.
- Gründung und Namensfindung fand in einer Telefonzelle vor der Polizeistation in Bad Gandersheim statt, indem man per Zufall einen Namen aus dem Telefonbuch wählte.
- Besucher der Konzerte, die den Namen Schröder (auch in verschiedenen Schreibweisen) tragen, erhalten freien Eintritt
- Entdeckt wurden die Schröders durch den Manager Sven Sievers.

## Self-Support
Zeitweise spielten die Schröders während ihrer Tourneen als ihre eigene Vorgruppe. Dies geschah verkleidet, so dass nicht zu erkennen war, dass die Schröders selbst bereits auf der Bühne standen – lange Zeit als die „Bunten Tunten“, einer lauten Punkrockband im „Dragqueen-Look“. Aufwendig als Frauen kostümiert und geschminkt, coverten sie so Disco-Klassiker als Punkrockversionen.
Während der Boygroup-Hysterie bis zum Jahr 2001 inszenierten die Schröders die Bonanza Boys, ausgewiesen als hässlichste Boygroup der Welt. Bekleidet mit schlecht sitzenden Anzügen, biederen Perücken und dicken Hornbrillen arrangierten sie Boygroup-Hits der damaligen Zeit in „Thrash-Metal-Stücke“ um, so dass die Songs – mit Ausnahme des Refrains – weitgehend unkenntlich gemacht wurden. Eine weitere Besonderheit neben den extravaganten Bühnenoutfits und dem völlig bewegungslosen Spielen der Stücke waren minutenlange Pausen zwischen den einzelnen Liedern, in denen die Band kein Wort sprach und wie versteinert auf der Bühne stand.

## Diskografie

### Alben
| Jahr | Titel                       | Höchstplatzierung, Gesamtwochen, AuszeichnungChartplatzierungen (Jahr, Titel, Platzierungen, Wochen, Auszeichnungen, Anmerkungen) | Höchstplatzierung, Gesamtwochen, AuszeichnungChartplatzierungen (Jahr, Titel, Platzierungen, Wochen, Auszeichnungen, Anmerkungen) | Anmerkungen                                         |
| Jahr | Titel                       | DE | AT | Anmerkungen                                         |
| ---- | --------------------------- | --- | --- | --------------------------------------------------- |
| 1991 | Mutter horcht an deiner Tür | — | — | Erstveröffentlichung: 1991                          |
| 1995 | Frisch gepreßt              | — | AT6 Platin · (26 Wo.)AT | Erstveröffentlichung: April 1995                    |
| 1996 | Schwer Scheff               | DE67 (4 Wo.)DE | AT16 (11 Wo.)AT | Erstveröffentlichung: Juni 1996                     |
| 1997 | Gilp                        | DE78 (1 Wo.)DE | — | Erstveröffentlichung: Juli 1997                     |
| 2001 | Das Leben ist kein Ponyhof  | — | — | Erstveröffentlichung: 26. März 2001                 |
| 2003 | Das Beste                   | — | — | Erstveröffentlichung: 24. November 2003 Kompilation |
| 2008 | Endlich 18                  | — | — | Erstveröffentlichung: 22. Februar 2008              |

### Singles
| Jahr | Titel Album                                   | Höchstplatzierung, Gesamtwochen, AuszeichnungChartplatzierungen (Jahr, Titel, Album, Platzierungen, Wochen, Auszeichnungen, Anmerkungen) | Höchstplatzierung, Gesamtwochen, AuszeichnungChartplatzierungen (Jahr, Titel, Album, Platzierungen, Wochen, Auszeichnungen, Anmerkungen) | Anmerkungen                                                   |
| Jahr | Titel Album                                   | DE | AT | Anmerkungen                                                   |
| ---- | --------------------------------------------- | --- | --- | ------------------------------------------------------------- |
| 1995 | Laß uns schmutzig Liebe machen Frisch gepreßt | — | AT1 Platin · (25 Wo.)AT | Erstveröffentlichung: April 1995                              |
| 1995 | Wienerwald Frisch gepreßt                     | — | AT18 (7 Wo.)AT | Erstveröffentlichung: Oktober 1995                            |
| 1996 | Dein ist mein ganzes Herz Schwer Scheff!      | — | AT37 (3 Wo.)AT | Erstveröffentlichung: April 1996 Original: Heinz Rudolf Kunze |

Weitere Singles
- 1990: Candy
- 1991: Letzter Tag / Lieber Gott
- 1994: Anna
- 1996: Fr. Schmidt
- 1996: Sommerzeit
- 1997: Schüttel deine Kiste
- 1998: Schröder / Wo geht der denn hin?
- 2001: Liebe ist …
- 2001: Wer Liebe lebt
- 2001: Mädchen / Wer Liebe lebt